# Сиром'ятникове
Сиром'я́тникове — село в Україні, у Новослобідській сільській громаді Конотопського району Сумської області. Розташоване на відстані до 1 км від міста Путивль і сіл Князівка і Товченикове. По селу протікає пересихаючий струмок з загатою. Поруч проходить автомобільна дорога Т 1908. Населення становить 38 осіб. До 2017 орган місцевого самоврядування — Князівська сільська рада.

## Історія
12 червня 2020 року, відповідно до розпорядження Кабінету Міністрів України № 723-р «Про визначення адміністративних центрів та затвердження територій територіальних громад Сумської області», село увійшло до складу Новослобідської сільської громади.
19 липня 2020 року, в результаті адміністративно-територіальної реформи та ліквідації Путивльського району, увійшло до складу новоутвореного Конотопського району.

## Населення

### Мова
Розподіл населення за рідною мовою за даними :
| Мова       | Кількість | Відсоток |
| ---------- | --------- | -------- |
| російська  | 28        | 73.68%   |
| українська | 10        | 26.32%   |
| Усього     | 38        | 100%     |

## Люди
В селі народився Панов Олексій Борисович (1914—1944) — радянський військовий льотчик, Герой Радянського Союзу.